# Sainte Trinité Zyrianskaïa
La Sainte Trinité Zyrianskaïa (en russe : Зырянская Троица) est une icône datant du XIVe siècle, réalisée selon la légende par saint Étienne de Perm, sous laquelle est inscrite un texte en langue komi-zyriène utilisant l'ancien alphabet permien.

## Description
L'icône est peinte sur une doska verticale, composée de trois planches de bois juxtaposées, qui ont gardé des traces de deux chponkas . Elle est creusée d'un kovtcheg central. La couche de peinture à tempera est posée sur le gesso, appliqué lui-même sur le pavoloka.
Dans la partie inférieure de l'icône apparaît sur un fond clair un texte en langue komi-zyriène, en caractères vieux permiens. Contrairement à la tradition, le cadre de ce texte figure en dessous des images des trois anges.

### Iconographie et style
L'école iconographique de Vologda se forme au XIVe siècle. Elle subit au début l'influence des grandes villes de la Russie centrale, mais garde un caractère original. La culture populaire des régions septentrionales de la Russie est une de ses composantes : spontanéïté, images un peu abstraites et naïves, coloris vifs en général. 
L'icône de la Trinité Zyrianskaïa est une interprétation de la scène de la Philoxénie d'Abraham aussi appelée l'épisode du chêne de Mambré, sujet iconographique datant de la période paléologue tardive et relaté dans la Genèse (Gn 12,6), et Genèse 18.
Les trois anges de l'Ancien Testament, sont assis à une table sur un banc. Les anges représentent la Sainte Trinité : à gauche se tient le « Fils », au centre le « Père », à droite le « Saint-Esprit ». En bas à gauche apparaissent Abraham et son épouse Sarah, sous la table le veau qui sera offert pour le repas, au fond une construction en forme de tour qui symbolise la maison d'Abraham . Le chêne de Mambré apparaît sur le fond doré de l'icône.
Le choix du sujet de cette icône peut être rapproche d'un autre sujet utilisé pour la même église, sur une icône aujourd'hui disparue et appelée Pentecôte. Cette dernière était également accompagnée d'un texte en langue komi-zyriène. Elle montre la volonté missionnaire d'Étienne de Perm qui va vers les païens, en utilisant leur langue, leur apporter la bonne nouvelle et la foi en un seul Dieu. 
L'endroit choisi pour emplacement de la scène de l'icône, celle du chêne de Mambré, rappelle les légendes relatives au peuple des Komis et à sa religion totémique, que Saint Étienne de Perm convertit au christianisme. Les trois grandes branches du chêne sont également un symbole de la Sainte Trinité. La coupe qui se trouve au centre de la table couverte d'une nappe blanche symbolise le sacrement de l'Eucharistie.
Le style de cette icône est lié à celui de La Vierge de Tolga II , dite de l'apparition
qui date de 1314 (environ). La composition de la Sainte Trinité Zyrianskaïa est, comme cette icône de la Vierge, également archaïsante. Le trois anges sont déplacés vers la droite de l'icône. Les personnages sont petits. Cela libère un espace vide dans la partie supérieure de l'icône. Il est occupé par le chêne de Mambré et une tour à gauche. Les coloris sont formés par un mélange de tons ocres, verts et cinabres. La carnation foncée des personnages est soulignée par des touches de blanc et de rouge près des visages.

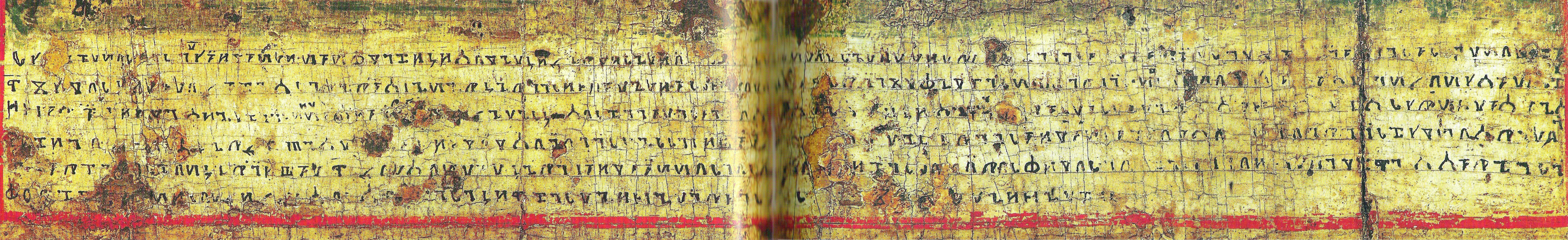
Texte en langue komi-zyrienne  et alphabet vieux permien

## Histoire
- La création de cette icône remonte au dernier quart du XIVe siècle (après 1379). Elle était destinée à l'église de la Trinité dans le pogost du district de Vojeme Iarensk, dans le Gouvernement de Vologda;
- 1778 : l'icône est découverte par un médecin académicien du nom de Jacob Frise qui attire l'attention sur le texte figurant sous l'icône; .
- 1790 : le texte en ancien permien est publié dans l'almanach de l'Académie des sciences, son étude rentre dans le domaine scientifique;
- 1796—1801 : l'icône est déplacée dans la Cathédrale Sainte-Sophie de Vologda
- 1827 : la vénération pour cette icône se répand, elle est décorée d'une riche riza d'argent;
- 1830-1839 : elle est conservée avec de vieux ustensiles de l'église, son oklad est vendu;
- 1841 : elle est placée dans le cabinet de l'évêque Innocent de Borrisov à la cour épiscopale de Vologda ;
- 1847 : l'icône est rénovée par les soins d'un peintre local A. P. Povarov au village de Korovnitch, propriété du Monastère Spasso-Priloutsky, puis elle est placée dans le réfectoire de la cathédrale de la Résurrection de Vologda;
- 1928 : l'icône est déplacée vers le musée-réserve de Vologda;
- 1985 : elle est placée dans la section d'art russe ancien du musée.

### Attribution
L'auteur de l'icône n'est pas connu de manière certaine. Les attributions à Étienne de Perm à la fin du XVIIIe siècle, sont dues à Jacob Frise sur base de témoignage de paroissiens de villages. La vie de saint détaillée d'Étienne de Perm est écrite un an après son décès en 1396. Elle permet de savoir qu'il connaissait personnellement le saint diacre Épiphane le Sage, mais elle ne livre aucun renseignement sur le fait qu'il aurait été peintre d'icône. Plusieurs icônes lui sont attribuées, dont certaines sont accompagnées de textes en ancien alphabet permien, mais une partie de celles-ci ont une origine beaucoup plus récente.
Plusieurs historiens d'art suggèrent que l'icône aurait été créée par un peintre de Veliki Oustioug ,. Mais l'absence d'icônes provenant de manière certaine de Veliki Oustioug plaide contre cette hypothèse. Quelques particularités de l'icône de la Sainte Trinité (comme ses coloris ou son style archaïque) pourraient plaider en faveur d'une origine de Rostov Veliki.
Vera Traimond propose également des arguments en faveur d'une attribution possible à un maître d'Oustioug : l'icône provient d'une église relativement proche de Oustioug ; la légende est rédigée en langue komi (peuple finno-ougrien de la vallée de la Petchora). Oustioug faisait partie, à l'époque, de l'éparchie de Rostov ce qui expliquerait la proximité de cette œuvre avec celles de cette ville.

### Restauration et situation actuelle de l'icône
Les informations sur la restauration de l'icône durant les années 1930—1940 ne sont pas disponibles. Selon Nikolaï Feldchine elle a été faite par des élèves d'Alexandre Briagine d'une manière sommaire après 1945. Dans les années 1968—1973 une nouvelle restauration a été réalisée.   
Du fait de la fragilité de la structure de l'icône, elle n'a été exposée qu'une seule fois hors du musée où elle se trouve aujourd'hui. C'était pour l'exposition « La peinture du pays de Vologda », au Musée central de la culture et de la peinture russe ancienne Andreï Roublev en 1976 .
Le gouvernement de la République des Komis a demandé à plusieurs reprises de transférer cette icône du musée de Vologda au musée national de la République. Mais ses demandes n'ont pas été accueillies, à cause de l'importance de cette icône dans la culture de Vologda. 

### Liens
Il existe plusieurs copies de cette icône dont l'une à l'église Saint-Siméon-le-Stylite à Veliki Oustioug. Une autre à l'église Vojemski de Vologda. Deux autres copies ont été réalisées par des artistes restaurateurs de Moscou (groupe Koupina) et I. N. Feldchine. Une de celles-ci a été bénie le 25 avril 1996 dans la cathédrale du Christ-Sauveur par le patriarche Alexis II de Moscou, puis transférée à Syktyvkar à la cathédrale de l'Ascension .